# Nicolás Parodi
Nicolás Parodi (ur. 21 maja 1970) – urugwajski żeglarz,  uczestnik Letnich Igrzysk Olimpijskich 1992 w Barcelonie.
W zawodach olimpijskich w Barcelonie, wraz z Luisem Chiapparro i Ricardo Fabinim zajął szesnastą pozycję w klasie Soling.

## Osiągnięcia

### Igrzyska olimpijskie
| Igrzyska        | Data                     | Klasa   | Wyniki  | Wyniki  | Wyniki  | Wyniki  | Wyniki  | Wyniki  | Łącznie | Miejsce | Zwycięzca | Źródło      |
| Igrzyska        | Data                     | Klasa   | Runda 1 | Runda 2 | Runda 3 | Runda 4 | Runda 5 | Runda 6 | Łącznie | Miejsce | Zwycięzca | Źródło      |
| --------------- | ------------------------ | ------- | ------- | ------- | ------- | ------- | ------- | ------- | ------- | ------- | --------- | ----------- |
| 1992, Barcelona | 27 lipca-1 sierpnia 1992 | Sailing | 10,0    | 18,0    | 31,0    | 22,0    | 23,0    | 20,0    | 93,0    | 16.     | Dania     | [ 2 ] [ 3 ] |